# Загорский эксперимент
Загорский эксперимент (эксперимент «загорской четвёрки») — опыт обучения в высшем учебном заведении (факультете психологии МГУ) четверых молодых людей с полной потерей зрения и слуха, предпринятый в 1970-х годах в СССР. Руководителями эксперимента были И. А. Соколянский и А. И. Мещеряков.
И. А. Соколянский организовал лабораторию по изучению и воспитанию слепоглухих детей, его воспитанница Ольга Скороходова стала первым слепоглухим научным сотрудником. А. И. Мещеряков создал программу общего образования для слепоглухих детей и организовал интернат в городе Загорске (нынешнем Сергиевом Посаде).

## Предыстория
Загорский эксперимент начинался в Загорском интернате для слепоглухих детей, который основал А. И. Мещеряков. В интернате учились дети с полной или практически полной потерей слуха и зрения. На обучение принимали детей с самого раннего возраста.
Для начала воспитанников обучали навыкам самообслуживания. Сначала взрослый полностью выполняет действие сам, потом всячески поощрял самостоятельную активность ребенка, разделяя это действие с ним. Они постепенно обучались пользоваться необходимыми предметами (ложкой, тарелкой и т. д.), спускаться и подниматься по лестнице, одеваться и раздеваться, стирать без посторонней помощи. Далее их учили игре, показывая, как играют другие, и корректируя их действия.
Перед каждым действием ребёнку показывали дактильное слово (жест обозначающий предмет). Постепенно дети начинали обращать на него внимание и понимать его значение. К концу года они использовали дактильные слова вместо отдельных жестов. Сначала ребёнку дают побуквенные названия предметов, явлений и действий. После того, как его словарный запас достигает нескольких десятков слов, его обучают дактильному алфавиту. После заучивания дактильного алфавита, его обучают брайлевскому обозначению букв.
В интернате поддерживался строгий режим дня, так как это важнейший фактор ориентировки ребёнка во времени. Если ребенок спрашивал о том, когда будет обед, то ему перечисляли все действия из распорядка дня до обеда.
Для ориентировки в пространстве поддерживали одинаковое расположение предметов вокруг воспитанников, вещи всегда убирались на одно и то же место, чтобы их можно было найти. Детей учили ориентироваться, ощупывая предметы на пути палкой или ногой.
Программа обучения различным учебным предметам составлялась так, что в 9 лет обучения входил объем знаний, который по объему соответствует начальным классам обычной школы. Программа подбиралась индивидуально с учетом скорости обучения каждого ученика.
Воспитанников обучали говорить, для этого проводились специальные занятия в которых они учились механически произносить различные звуки речи, повторяя за положением мышц и вибрацией горла учителя.
Много внимания уделялось производительному труду, всех воспитанников учили лепить, мальчиков обучали столярному делу, девочек — шитью. Школьники овладевали машинкой, печатающей Брайлем, и «слепым» печатанием на обычной машинке.
Также была разработана программа для старших классов, в которой обучали всем предметам кроме химии, так как предмет её изучения невозможно показать в тактильном плане.
Именно воспитанники Загорского интерната стали участниками эксперимента.

## Загорский эксперимент
Целью Загорского эксперимента было доказать обучаемость людей с потерей слуха и зрения, возможность пройти программу высшего образования наравне со зрячеслышащими. Также активное участие в исследовании принимал философ Э. В. Ильенков, который хотел доказать, что для развития человеческой психики необходимо обучение человеческим способам владения предметами и развитие речи, тогда индивиду будут открыты все возможности интеллекта.
В данном эксперименте участвовали четыре воспитанника Загорского интерната:
- Юрий Лернер — в 4 года потерял зрение, а к 7 годам лишился слуха; поступил на обучение в интернат в 17 лет.
- Сергей Сироткин — тугоухий и слабовидящий с рождения, ослеп к 5 годам; в 14 лет поступил на обучение в интернат.
- Наталья Корнеева — нарушение зрения и слуха с 2 лет, к 9 годам полностью лишилась слуха; начала обучение в интернате с 13 лет.
- Александр Суворов — ослеп в 4 года. В 9 потерял слух; с 11 лет обучался в интернате.

За 7 лет в интернате они изучили программу старших классов. Они были приняты в комсомол и вели активную общественную деятельность. В 1971 поступили на психологический факультет МГУ, сдав экзамены наравне с другими абитуриентами. Для обучения в институте им предоставили особые условия: слепоглухие студенты ходили на лекции вместе с личными переводчиками, которые переводили все слова лектора на дактильный язык. Также переводчики помогали им в освоении литературы, перепечатывая её на шрифт Брайля. Для общения на семинарах между собой и с зрячеслышащим семинаристом использовался телетактор — прибор, в котором печатный текст мог переводиться в брайль и наоборот.
Данный эксперимент был успешно завершён, все участники прошли обучение за 6 лет, на год позже чем обычные студенты. После окончания университета некоторые продолжили научную карьеру:
- Юрий Михайлович Лернер (1946—2003) стал скульптором, работал в Загорском интернате[3].
- Сергей Алексеевич Сироткин (1949—2021) стал кандидатом философских наук (1988, тема диссертации — «Исторические и методологические проблемы слепоглухоты. Мифы и реальность»), был председателем Совета по работе со слепоглухими при Центральном правлении Всероссийского общества слепых (с 1978 года), председателем постоянной Комиссии по деятельности слепоглухих при Европейском союзе слепых[4][5].
- Наталья Николаевна Корнеева (по мужу Крылатова; р. 1949) реализовала себя как мать и жена[1], работает научным сотрудником в Психологическом институте РАО[6].
- Александр Васильевич Суворов (1953—2024) — доктор психологических наук, президент Сообщества семей слепоглухих, профессор кафедры педагогической антропологии Университета Российской академии образования.

## Философско-идеологический контекст
Одной из причин проведения и широкого освещения результатов эксперимента была его идеологическая составляющая. Данным экспериментом необходимо было показать, что советская материалистическая наука способна достичь более значительных результатов, чем буржуазно-идеалистическая. Успех эксперимента должен был показать, что именно коммунистическое общество, построенное на основе марксизма-ленинизма, способно открывать перед людьми, обладающими физическими недугами, широкие жизненные перспективы, сделать из них полноценные личности с возможностями неограниченного развития.
Загорский эксперимент должен был дать научный ответ на вопрос о природе и возникновении человеческой психики и личности. Обучение детей методом совместно-раздельной деятельности должно было подтвердить тезис марксистской философии о возникновении человека благодаря общественному труду и о том, что человеческая психика возникает в результате предметно-практической деятельности. Согласно концепции, лежащей в основе Загорского эксперимента, фундаментом становления личности является овладевание простейшими предметами материальной культуры и предметно-практическими навыками, материальное взаимодействие человека и окружающего мира, орудийная и практическая деятельность. Успешное заложение данного фундамента должно привести к формированию высших психических функций — овладеванию языком, появлению абстрактного мышления и прочего. Такая концепция противопоставлялась религиозно-идеалистическим подходам, согласно которым фундаментом становления человеческой личности является, наоборот, овладевание языком. Сам Ильенков выражал суть эксперимента следующим образом: «Знаете, что происходит у вас на глазах? Таинство рождения человеческого Я. Возникновение человеческой психики. "Души", как принято иногда выражаться. Не "пробуждение", а именно рождение. Возникновение. На ваших глазах умирает легенда о "пробуждении" человеческой души силой Слова. Рушится старинный евангельский тезис: "В начале было Слово, и Слово было Бог"».
В итоге, эксперимент должен был опровергнуть учение о существовании нематериальной души, существующей в человеке от рождения, и показать, что психика формируется «с нуля» под воздействием воспитания, а не пробуждается силою слова .

## Критика
Полноценная критика эксперимента по идеологическим причинам вплоть до Перестройки была невозможна.
Ещё при проведении эксперимента некоторые учёные подвергали критике некоторые его теоретические основания. Например, Д. И. Дубровский в 1968 году и А. А. Малиновский в 1970 году обращали внимание на недооценивание генетических и биологических факторов в формировании личности человека и утверждали, что одна только социальная среда не формирует человеческую личность полностью. Единственным генетиком, принявшим воззрения Ильенкова, стал Н. П. Дубинин с его идеей «социального наследования» в противоположность наследованию биологическому.
Первая полноценная критика стала возможна лишь в эпоху перестройки, причём одним из критиков являлся один из участников эксперимента — С. А. Сироткин. Оппоненты обращали внимание на то, что все четверо участников эксперимента не являлись слепоглухими от рождения, и до потери слуха и зрения могли разговаривать, а у некоторых из них остаточные слух и зрение сохранились и во взрослой жизни. Потому на основании данного эксперимента невозможно было сделать вывод, что при обучении слепоглухого ребёнка предметно-практическим навыкам возможно добиться полного формирования у него человеческой психики и вывести его на равный уровень со здоровыми детьми.
Вторым основным моментом критики стал факт, что никто из участников эксперимента не жил в Загорском интернате с самого рождения, и все попали туда, уже обладая некоторыми навыками и, более того, речью, которая у троих сформировалась в нормальных условиях. Поэтому неправильно утверждать, что психика участников эксперимента сформировалась именно благодаря их обучению в интернате.
Третьим моментом критики была невозможность исключения в эксперименте так называемой «педагогической стихии». При обучении и взрослении в нормальных условиях ребёнок воспринимает информацию не только от учителей, но и наблюдая за сверстниками и получая информацию из различных неконтролируемых источников. В случае со слепоглухими детьми предполагалось отсутствие неконтролируемых воздействий и получение всей информации детьми только от воспитателей. Таким образом предполагалось чётко фиксировать каждый шаг процесса формирования психики, определить, какие факторы являются первичными, а какие — второстепенными. Однако, помимо того, что дети поступили в интернат не с момента рождения, и по этой причине «педагогическая стихия» в их обучении уже не могла быть исключена, С. А. Сироткин обращал внимание на то, что даже в самом интернате возможности исключения «педагогической стихии» не было, и в любом случае они были включены в сферу общения друг с другом, когда оставались без учителей, поскольку исключить общение детей со всеми, кроме педагогов, невозможно.
Также спорным является сведение личности только к культурному и образовательному развитию человека. Если с точки зрения диалектического материализма личность понималась как нечто, не обладающее неразгадываемой тайной, и в ней всё могло быть выражено и измерено, то некоторые исследователи, наоборот, утверждают, что личность намного глубже культурного развития, внешних её проявлений и полностью невыразима.
Современные исследователи обращают внимание на то, что факт потери слуха и зрения даже в раннем детстве иначе влияет на развитие психики по сравнению с отсутствием слуха и зрения от рождения. За всю историю человечества не известно ни одного случая полноценного развития человека, который являлся бы слепоглухим от рождения. Более того, в Загорском интернате, кроме четырёх участников эксперимента, жили ещё около пятидесяти других детей, которые являлись слепоглухими именно с рождения, и ни один из них не только не достиг высокой степени социализации, но и не овладел даже словесным языком, хотя именно такие дети в большей мере подходили под условия эксперимента. Таким образом, эксперимент не может считаться научно состоятельным. Весь опыт тифлосурдопедагогики показывает, что овладевание предметно-практической деятельностью не приводит к овладеванию языком.  Следовательно,  религиозно-идеалистическая позиция, согласно которой слово, а не действие, делают человека "по-настоящему мыслящим существом" , которую пытались опровергнуть советские философы, оказывается не опровергнутой. 
Отвечая на подобную критику, С. Н. Мареев пояснял, что абсолютной потери зрения и слуха не бывает, остатки того и другого всегда сохраняются. Смыслом человеческие слова обладают потому, что имеют смысл соответствующие предметы. Смысл последних заключается в той роли, которую они играют в человеческой жизнедеятельности и человеческом общении. Такое общение - всегда деловое общение, общение в процессе и на основании общего дела. Слова - это только «деньги» духа, которые имеют цену постольку, поскольку они выражают и представляют соответствующую ценность вещей. Знаковая и речевая деятельность возникает только на основании элементарных навыков поведения.

## Современность
Сейчас фонд «Со-единение» активно занимается архивом этого уникального эксперимента. В 2015 году был открыт Музей истории Загорского эксперимента в Сергиевом Посаде. Архив данного эксперимента выложен на сайте фонда «Со-единение» и находится в закрытом доступе.